# 84è Esquadró de la RAF
El 84è Esquadró de la RAF actualment és un esquadró de recerca i rescat, amb seu a RAF Akrotiri, que usa l'helicòpter Bell Griffin HAR.2.

## Història
El 84è Esquadró del Royal Flying Corps (RFC) va ser format el 7 de gener de 1917, i traslladat a França al setembre d'aquell mateix any. Volà amb el SE.5 sobre el Front Occidental fins a l'agost de 1919, en què retornà al Regne Unit. L'esquadró va dissoldre's el 30 de gener de 1920.
El 13 d'agost de 1920 es reformà l'esquadró a Bagdad (Iraq), traslladant-se a Shaibah al setembre, on va estar-s'hi durant els següents 20 anys. El seu equipament inicial era el DH.9As (fins a gener de 1929), sent substituït pel Wapitis (des d'octubre de 1928), els Vincents (desembre de 1934) i el Blenheims Mk.Is (febrer de 1939), abans de traslladar-se a Egipte al setembre de 1940. Posteriorment operaria a Grècia, Iraq i al Desert Occidental abans de ser traslladat a l'Extrem Orient. Allà operà amb els bombarders en picat Vultee Vengeance des de, al nord-est de l'Índia. Al febrer de 1945 va ser reequipat amb els Mosquito, i al setembre rebé els Bristol Beaufighter. El 1949, durant l'Operació Firedog volà amb els Bristol Brigands.
L'esquadró va ser dissolt el 20 de febrer de 1953, però el mateix dia, el 204t Esquadró passà a ser el 84è. L'esquadró passà a ser l'esquadró de transport de la RAF a l'Orient Mitjà fins al 1971. Els seus Vickers Valetta van passar a formar el 233è Esquadró de la RAF l'1 de setembre de 1960 a RAF Khormaksar, per proveir de transport general a l'exèrcit britànic al protectorat d'Aden. Finalment, l'esquadró es va dissoldre a Muharraq el 31 d'octubre de 1971.
El 17 de gener de 1972 l'esquadró es reformà a partir del i d'un destacament del 230è Esquadró de la RAF amb Westland Whirlwind HAR.10s a RAF Akrotiri per recolzar les operacions de Nacions Unides de recerca i rescat. Al març de 1982 substituí els Whirlwind per Westland Wessex HC.2, i al juny de 1984, per Westland Wessex HU.5C.
Des de gener de 2003, l'esquadró ha estat assignat a les Forces Britàniques de Xipre a RAF Akrotiri, en un paper de recerca i rescat, usant els helicòpters Bell Griffin HAR2.

## Curiositats
- El 84è va ser el darrer esquadró en usar el Westland Wessex.
- El 84è és l'únic esquadró en servei que mai no ha tingut seu a les illes britàniques
- La insígnia de l'esquadró, aprovada pel Rei Jordi VI el desembre de 1936 és un escorpí, i el lema és Scorpiones pungunt (Els Escorpins Punxen). De resultes, a RAF Akrotiritenen escorpins com a mascotes.
- El 84è Esquadró també s'ha usat en deures de manteniment de la pau de les Nacions Unides a la zona de seguretat que separa les forces turques i xipriotes. En reconeixement, les aeronaus van desarmades i porten una banda en blau cel; i els membres de l'esquadró porten la boina blava de les tropes de manteniment de la pau de Nacions Unides.

## Membres notables de l'esquadró
- William Sholto Douglas, as de la I Guerra Mundial
- Andrew Beauchamp-Proctor, as de la I Guerra Mundial